# Henry de Saint Didier
Henry de Saint-Didier (XVIe siècle) est l'auteur du premier ouvrage conçu et imprimé en français sur l'art du combat à l'épée, ancêtre de l'escrime moderne, dont l'usage était destiné au duel.
De son auteur, on sait peu de chose, si ce n'est l'étiquette qu'il se donne lui-même de « gentilhomme provençal » ; il a certainement vécu à Paris proche de la Cour (il prétend avoir tiré avec le roi et le duc de Guise !) et du milieu des lettres et de l'édition (comme le prouvent les nombreuses épîtres dédicatoires du seul et unique livre qu'on lui connait). Un historien de l'escrime du XIXe siècle, Gelli, a prétendu qu'il s'est inspiré en large partie des maîtres d'armes italiens de l'époque, en particulier d'un traité de Giacomo di Grassi paru en 1570 à Venise mais cette thèse ne tient pas (pas plus que l'assertion datée de la même époque que le traité allemand de Joachim Meyer serait lui aussi une traduction de Di Grassi) et dès 1918 Georges Dubois la conteste vigoureusement. Certes les maîtres italiens étaient renommés dans l'Europe entière, mais c'était surtout la conséquence de la mode du voyage en Italie auquel la noblesse française (entre autres) s'adonnait désireuse surtout de découvrir la riche culture italienne de la Renaissance plus que de se perfectionner dans l'art du duel (bien que l'escrime italienne soit très vigoureuse à cette époque, comme en témoigne par exemple l'école d'escrime bolonaise).
Ce qui est certain c'est que le traité d'Henry de Saint-Didier est novateur sur bien des points, tant dans l'organisation pédagogique, que didactique comme le souligne clairement Sydney Anglo : il s'agit du premier traité ne s'adressant qu'à l'épée seule, un des premiers à présenter des dégainements, à utiliser des schémas pour décrire le positionnement des pieds, etc.
Publié à Paris en 1573, l'ouvrage de Henry de Saint Didier a pour titre complet : Traicté contenant les secrets du premier livre sur l’espée seule, mère de toutes armes, qui sont espée dague, cappe, targue, bouclier, rondelle, l’espée deux mains & deux espées, avec ses pourtraictures, ayans les armes au poing por se deffendre & offencer à un mesme temps des coups qu’on peut tirer, tant en assillant qu’en deffendent, fort utile & profitable por adextrer la noblesse, & suposts de Mars: redigé par art, ordre & practique. Composé par Henry de Sainct Didier Gentilhomme Prouençal. Il est illustré de 69 gravures sur bois, parmi lesquels deux portraits du roi Charles IX et de l'auteur, accompagnés des quatrains suivants :

« Ton rare esprit nous decœuvre

En ce traité des armes l'exercice, 

Mais notre Roy à la vertu propice : 

Par la faveur, donne essence à ton œuvre. 

En ceste page est compris le pourtrait 

De Sainct Didier, Auteur de cest ouvrage, 

Qui n'a des armes oublié un seul trait, 

Monstrant l'effort de son hardy courage. »

À une époque où le duel, malgré son interdiction officielle, connaissait en France son âge d'or, le traité de Henry de Saint Didier eut un certain succès. Il fut suivi au XVIIe siècle de deux autres ouvrages écrits par des maîtres français, L'épée de combat ou l'usage de la tire des armes de François Dancie, publié à Tulle en 1623, et Le maistre d’arme liberal de Charles Besnard, publié en 1653.

## Éditions en fac-similé
- Copie de l'ouvrage "Traicté contenant les secrets du premier livre sur l'espee seule, mere de toutes armes" par Henry de Saint Didier, à partir de l'exemplaire de la Bibliothèque Municipale Blois (en ligne à la Bibliothèque Virtuelle Humaniste).
- Transcription du traité avec en préface l'essai de Georges Dubois sur ce même traité de 1918 : http://ardamhe.free.fr/biblio/Sainct_Didier_Transcription_1.1.pdf